# Notstandsorchester
Notstandsorchester waren Orchester von erwerbslosen Musikern in den frühen 1930er Jahren. Diese spielten Unterhaltungskonzerte für verschiedene Rundfunksender. Sie waren offenbar nach der Weltwirtschaftskrise 1930/31 gebildet worden.

## Einzelne Städte

### ; Berlin
Spätestens seit März 1931 gab es das Notstandsorchester des Arbeitsamtes Berlin-Mitte. Dieses spielte einige Unterhaltungskonzerte für die Deutsche Welle (Sender Zeesen/Königswusterhausen) morgens oder abends. Von diesen gibt es auch Schellackplattenaufnahmen. Der Dirigent war Eugen Sonntag. Es bestand bis etwa Herbst 1932. Im März 1933 gab es ein Großberliner Konzertorchester, wahrscheinlich als Nachfolger.

### ; Weitere Städte
Bremen
Im August 1931 wurde ein Morgenkonzert der erwerbslosen Musiker aus Bremen im Hamburger Rundfunk gesendet.
Weimar
Im März 1933 gab es auch in Weimar ein Notstandsorchester.
Wien
Ab Juli 1933 wurden bei Radio Wien gelegentliche Konzerte des Notstandsorchesters Wien gesendet. Dirigenten waren Oskar Jascha, Emil Bauer und andere. Dieses bestand bis etwa 1934.
New York
In New York bestand ein Notstandsorchester nach deutschem Vorbild mit etwa 200 Musikern unter der Leitung von Leopold Stokowski seit Frühjahr 1932.